# Lambdacismo
Lambdacismo é uma dislalia fonética que consiste em distúrbios de pronúncia que afetam especificamente o fonema  [l].